# Stiphrornis erythrothorax
El petirrojo selvático (Stiphrornis erythrothorax) es una especie de ave paseriforme de la familia Muscicapidae nativa de África occidental y central. Es la única especie del género Stiphrornis. 

## Descripción

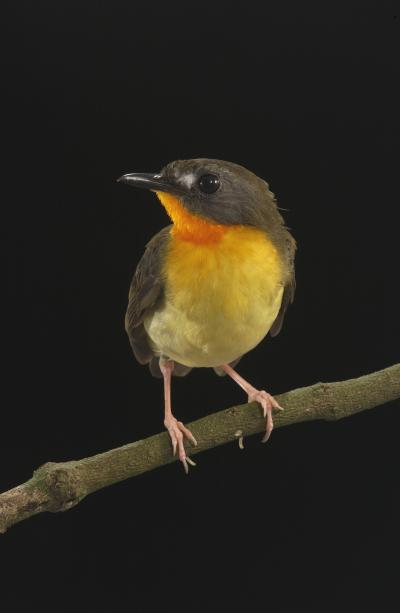
Hembra de S. e. pyrrholaemus.

El petirrojo selvático mide alrededor de 12 cm de largo. Tiene el plumaje de las partes superiores oscuro (pardo las hembras y en su mayoría gris oscuro los machos), mientras que su garganta y pecho son de color naranja intenso o naranja amarillento, según las subespecies. Su vientre es blanco, y presenta una pequeña mancha blanca en el lorum.

## Taxonomía
Fue descrito científicamente por el ornitólogo alemán Gustav Hartlaub en 1855. Tradicionalmente se clasificaba en la familia Turdidae, pero en la actualidad se sitúa en la familia Muscicapidae, el grupo de los papamoscas. 
Generalizadamente se considera una sola especie con cinco subespecies, pero algunos consideran que éstas son especies separadas.

### Subespecies
Las cinco subespecies reconocidas son:
- Stiphrornis erythrothorax erythrothorax - se extiende desde Sierra Leona al sur de Nigeria;
- Stiphrornis erythrothorax pyrrholaemus - presente en el sudoeste de Gabón, y tiene la espalda pardo olivácea;
- Stiphrornis erythrothorax gabonensis) - se encuentra desde el oeste de Camerún al oeste de Gabón, además de la isla de Bioko;
- Stiphrornis erythrothorax xanthogaster - se extiende desde el sureste de Camerún y noreste de Gabón llegando a Uganda;
- Stiphrornis erythrothorax sanghornis) - ocupa el suroeste de la República Centroafricana.